# Єгипетські протести 2019
Єгипетські протести 2019 — серія антиурядових протестів в Каїрі, Александрії, Дум'яті та п'яти інших містах Єгипту. Розпочались 20 вересня 2019 року із гаслами про відставку чинного президента Абделя Фаттаха Ас-Сісі. Поліція відреагувала на протести сльозогінним газом, гумовими та пневматичними кулями, за перший тиждень протестів було заарештовано не менше 2000 осіб. Серед заарештованих адвокат з прав людини Махієнур ель-Массрі, колишній лідер партії Конституції Халед Дауд та два професори політології Каїрського університету, Хазем Хосні та Хассан Нафаа.
Human Rights Watch закликає владу випустити всіх арештантів, а протестуючих мирно висловлювати свою думку.
Amnesty International описала ситуацію таку що «похитнула всі основи влади» протестами 20 — 21 вересня, і заявила що влада « використовує брудні методи, для залякування та придушення опозиції щоб ті замовчали» Дві тисячі людей, включаючи представників Суданської Профспілки (SPA), протестували у Хартумі 26 вересня на підтримку Валіда Абдельрахмана Хассана, суданського антиісламістського студента, затриманого єгипетською владою, який дав примусове зізнання на телеканалі MBC Masr. Протестуючі закликали негайно звільнити Хассана, в Профспілці зазначаючи, що "епоха, коли громадяни Судану були принижені всередині або за межами своєї країни, пішла і ніколи не повернеться".
27 вересня на площі Тахрір та по всьому Єгипту відбулися масштабні придушення, разом з проурядовими мітингами, організованими Агенцією національної безпеки, та антиурядовими протестами на острові Варрак на Нілі, Гізі, Хелуанім, Кусі, Луксорі, Асуані, Міньї та Согаґі.

## Передумови
Масові протести під час єгипетської революції 2011 року призвели до зняття президента Хосні Мубарака з виборів президента Єгипту 2012 року, виграних Мухамедом Мурсі та єгипетських протестів 2012–13 років проти президентства Мурсі, єгипетського перевороту 2013 року, який скинув Мурсі в Серпні 2013 року, різанини в Раббі та армії на чолі з генералом Абделем Фаттахом Ас-Сісі та авторитарним урядом, який був обраний президентом без серйозних опонентів у 2014 та 2018 роках.

## Відео проти Ас-Сісі
2 вересня 2019 року, Мохаммед Алі, єгипетський підприємець, що проживає в еміграції в Іспанії, заявив в соціальних мережах в Інтернеті, що 15 років працював у будівельній галузі та виконував армійські контракти, будуючи п'ять вілл для колег Сісі та палац для Сісі у військовому таборі. Алі звинуватив Сісі у розтрачанні державних коштів та «[виведення] корупції з низького рівня на новий рівень». У відео Алі викладені конкретні інциденти та безпосередньо звинувачуються відомі військові, зокрема генерали-майори Камель аль-Вазір та Ессам аль-Холі. Влада Єгипту провела медіа-кампанію, щодо цькування Алі. Згідно з статтями Саїда та Мамду газеті Mada Masr, урядова кампанія «не спростувала претензії [Алі]». Сісі заявив, що «всі спецслужби попередили його, будь ласка, не коментуйте це. Я сказав їм, що між мною і людьми є довіра». За кілька годин після виступу Сісі, Алі розмістив двогодинний відеоролик, в якому згадується син Сисі Махмуд та Синайське повстання.
Синайський активіст в еміграції Мосаад Абу Фагр опублікував два відео, в яких він стверджував, що влада Єгипту відмовилась від пропозицій племінних лідерів Північного Синаю зачистити терористичні осередки протягом декількох тижнів, і що його попросили племінні керівники опублікувати цю інформацію. Абу Фагр також заявив, що Сісі співпрацював з контрабандистами наркотиків та дилерами замість того, щоб працювати з племенами, і що Сісі та його син Махмуд мають ділові інтереси щодо контрабанди між Синаєм та Газою. Абу Фагр звинуватив єгипетські сили безпеки в «знищенні цілих сіл» уздовж кордону з Газою.
Адвокат Мохамед Хамді Юнес заявив, що попросив Генерального прокурора розслідувати звинувачення Алі. Після чого він був заарештований і звинувачений у належності до терористичної організації. Колишній офіцер та адвокат Ахмед Сархан розповсюдив відеоролик, який підтримує більшість претензій Алі, закликаючи звільнити Юнеса та висунути нові звинувачення проти людей, близьких до Сісі. Відео Сархана було переглянуто півмільйона разів.
Чоловік у масці розповсюдив відео, в якому стверджував, що він має конфіденційну інформацію про Сісі і що відеозаписи Алі містять «фактичну інформацію про корупцію у верхах Збройних сил» та «події, що відбуваються», являють собою «помсту» Мухабарату від військової Розвідка, яку очолював Сісі до 2012 року. В іншому відео цей же чоловік, який претендував на посаду офіцера розвідки, заявив, що Сісі часто міняв командирів, щоб його не запідозрили в тиранії, і що Сісі тісно координував інформацію про розвідку з Ізраїлем. Пілот ВПС Хані Шараф та колишній офіцер держбезпеки Гешем Сабрі розповсюдили відео, що дуже критикують Сісі.
Ваель Ґонім, який зіграв ключову роль в інтернет активізмі під час єгипетської революції 2011 року а нині проживає в США, розмістив відео, подібні до інших, додаючи твердження, що син Сісі Махмуд зіграв сильну роль в управлінні єгипетською «щоденною політикою». Представник посольства Єгипту у Вашингтоні, округ Колумбія, подзвонив Ґоніму, попросивши його припинити критикувати єгипетську владу, в обмін на що він отримає плату і гарантію, «безпечно повернутися в Єгипет». Ґонім відмовився, і через кілька днів в Каїрі був заарештований його брат Хазем. Ґонім прокоментував це як викрадення через помсту за те, що він відмовився мовчати.
Алі був описаний в середині вересня Мохамедом Ельмасрі з Дохінського інституту післядипломних досліджень як «мабуть, найпопулярніша людина в Єгипті» з мільйонами глядачів його відео в Інтернеті та мільйонами людей, які використовують хештеги Алі-анти-Сісі Алі. Ельмасрі описав Алі як «законну загрозу уряду ель-Сісі».
21 вересня, після протестів, Алі закликає всіх на «марш мільйона чоловік», щоб заповнити всі «основні площі» в Єгипті наступної п'ятниці, 27 вересня. Алі заявив: «Це народна революція … Ми маємо об'єдинитись разом як одне ціле … і організувати відставку на великій площі».

## Протести Вересня 2019

### 20 та 21 вересня
В п'ятницю, у відповідь на заклик Алі до антиурядових протестів, в Каїрі, Александрії, Дум'яті, Суеці та чотирьох інших єгипетських містах дві тисячі людей, в основному молодь, провела вуличні протести, закликаючи Сісі піти у відставку.
Серед інших, лунали такі гасла: «Вставай, не бійся, Сісі має піти» та «Люди вимагають повалення режиму».
Вуличні протести тривали в Каїрі, Суецькій Гізі та Ель-Махалла-ель-Кубра 21 вересня. В Суеці було розстріляно 200 демонстрантів, сльозоточивим газом, гумовими кулями та пневматикою. Сльозоточивий газ поширився на «кілька» кілометрів від зони протестів, мешканці відчули газ, описавши що їх носоглотки ніби палають.

### 23 вересня
Влада посилила репресії щодо протестувальників, поліція продовжувала арешти не тільки протестувальників, а й опозиційних політиків, було обмежено доступ до новинних сайтів. За 20-23 вересня було заарештовано 370 осіб.

### 27 вересня
26 вересня колишній кандидат у президенти Айман Нур розповів, що масштабні арешти показали, що уряд Сісі «злякався» і очікує, що протести будуть зростати, оскільки бар'єр страху був розбитий, а масові арешти спровокували гнів у контекст соціально-економічних труднощів. Того ж дня актор Амр Вакед написав твіт «З Сісі закінчено … для нього все закінчено, і той, хто зараз його підтримує, робить величезну помилку».
Антиурядові протестуючі
27 вересня на острові Варрак на Нілі поруч із Каїром від 1 000 до 2 000 людей протестували проти Сісі, поліція атакувала протестуючих сльозогінним газом. Одне з гасел протестувальників звучало так: «Попри все ми повалимо Сісі». Протест з 24 людей відбувся в Хелуані в губернаторстві Каїру перед мечетью аль-Істікама. На що поліція відповіла пострілами у повітря.
Антиурядові акції протесту відбулися в Кусі в Кені, де вони були розігнані поліцією, та в губернаторстві Луксор.
У Гізі відбувся протест на якому було 70 людей, який також був розігнаний поліцією.
Придушення
Поліція застосувала всю міць проти протистуючих в Каїрі та ряді інших міст, при цьому було зачинено чотири станції метро біля площі Тахрір. Всі дороги що ведуть до Площі Тахрір, були заблоковані, а на ключових під'їздах до нехї були встановлені КПП, зокрема на містах 6 жовтня та 15 травня, які також були ключовими під час Єгипетської революції в 2011 році.
Інструкції, видані поліції Міністерством внутрішніх справ, заключалися в виконанні придушення протестів "не більше декількох хвилин" та застосовувати всі наявні насильницькі заходи проти вуличних протестів.
Проурядові протестуючі

### 28 вересня
Новинна аґенція Аль-Джазіра підбила підсумки першого тижня протестів — за даними журналістів, єгипетська поліція затримала не менше 2000 протестувальників.

## Арешти та підтримка арештованих
Human Rights Watch (HRW) заявила, що протестуючих «переслідували та арештовували», і закликав Єгипет дотримуватися Міжнародного пакту про громадянські та політичні права, до якого він зобов'язаний юридично, гарантуючи свободу вираження поглядів, асоціацій та мирних зібрань. HRW закликала служби єгипетської безпеки дотримуватися Основних принципів ООН щодо застосування сили та вогнепальної зброї з боку службовців правоохоронних органів, використовуючи «ненасильницькі засоби, перш ніж вдаватися до застосування сили та вогнепальної зброї». Агенція Франс Прес повідомляє про 74 затриманих під час протестів в Каїрі 20 вересня. Станом на 22 вересня Єгипетський Центр економічних і соціальних прав (ECESR) назвав 274 імені арештованих, в той час як Єгипетська комісія з прав і свобод (ECRF) повідомила про 220 арешта у 12 містах включно Каїр, Гіза, Олександрія, Суец та міста в Дакахлії, губернаторстві Калюбія та Кафр-ель-Шейх. ECRF оголосило що розпочав створювати відділення швидкого реагування, для забезпечення підтримки у з'вязку з всплеском арештів.
Адвокат з прав людини Махієнур Ель-Массрі була затримана трьома офіцерами в цивільному одязі перед штаб-квартирою Вищої прокуратури державної безпеки в Каїрі, коли тій подзвонив друг Ноха Камал 22 вересня. Вона кричала йому в трубку: «Мене арештовують. Мене забирають» після чого її запихнули в мінібус.
Human Rights Watch закликала випустити всіх політичних арештантів.
23 вересня Мохамед Алі, чиє відео викликало онлайн-дискусії та вуличні протести, заявив, що «офіцери» стежать за ним в Іспанії вже два тижні, і що він «переховуєтся та тікає від них». Алі заявив, що офіцери бажають його вбити і що він занадто втомився, щоб «далі тікати». Алі повідомив, що іспанська влада несе відповідальність за його безпеку і що, якщо його «вб'ють в Іспанії», то це «[доведе], що Європа є брехливою, як і США, і готова відмовитись від таких як він».
Хазем Хосні був заарештований без ордеру і відрізаний від комунікації. Його команда з правового захисту вимагала негайного звільнення всіх арештованих. Раніше Хосні описав Мохамеда Алі як «позитивну людину» і описав новий протестний рух як потенційний вплив на «міжнародну формулу, яка багато в чому визначає продовження правління Сісі». Хосні прихильник «[зачистки] Сісі та диктаторського контролю над єгипетською державою».
До арешту Хасан Нафаа стверджував, що «продовження тиранічного правління Сісі [призведе] до катастрофи» і для припинення президентства Сісі потрібен «громадський тиск з боку вулиці». Нафаа заявив, що «образ, який Сисі створив, був абсолютно похитнутий, і його замінили протилежні зображення».
Халед Доуд, заарештований 25 вересня 2019 року як колишній прес-секретар Фронту національного порятунку, підтримав єгипетський переворот 2013 року та пізніше критикував Сісі. Після виходу відеороликів Мохамеда Алі, Дауд закликав розслідувати скарги на корупцію.
26 вересня, кількість арештів сягнула 1 909, серед затриманих були адвокат Мохамед Салах Агаг, заступник голови Синдикату юристів; Ахмед Сархан; Ахмед Абдель Азеем; Іслам Хаїрі Нор Еддін і Махмуд Момен Наем. Двох турків, двох йорданців, палестинця та голландця було заарештовано і звинувачено у «поширенні насильства та публікації неправдивих новин».
Арести п'яти журналістів, серед яких Саїд Абдалла, який вів репортажі про протести в Суеці, та Мохаммед Ібрагім, автор блогу «Кисень Єгипту», були задокументовані в Amnesty International. Лідер Профкому Рашад Мухаммед Камал, який брав участь в протестах, був заарештований у своєму будинку в Суезі.. Політики, в тому числі Абед Азіз Хусейні, віце-президент Партії гідності (Карама) та віце-президент Партії соціялістичного народного блоку Абдель Насер Ісмаїл.
29 вересня єгипетський блогер, розробник програмного забезпечення та активіст Алаа Абд ель-Фаттах, який раніше був заарештований за політичну активність під час президентств Мубарака, Мурсі та Сісі і не брав участі в єгипетських акціях протесту 2019 року, був заарештований Прокуратурою безпеки за невідомими звинуваченнями. Адвокат Ель-Фатта Мохамед аль-Бакер, директор правозахисної організації Центру прав і свобод Адала, був заарештований 29 вересня в прокуратурі. 
Обох піддавали катуванню у в'язниці Тора.
Заарештовані політики включали 11 членів партії Незалежності, які закликали громадян брати участь у вуличних акціях протесту, запропонованих Мохамедом Алі.
2 жовтня ECESR перерахував 2285 затриманих, згрупованих у шість окремих судових справ, серед яких майже всі (2268) - у справі 1338/2019. 6 жовтня ECESR оголосиві про 3 000 затриманих, що набагато більше ніж в минулі протести. Три чверті засуджених постали перед прокурором; 57 звільнено без звинувачення; 100 людей були зниклі безвісти.

### Інтернет цензура
Після протестів 20 та 21 вересня влада Єгипту заблокувала, обмежила або тимчасово припинила послуги онлайн-зв'язку, включаючи BBC News, WhatsApp, Signal.

## Соціологічний аналіз
Далія Фахмі з Університету Лонг-Айленду заявила, що протести 20 вересня 2019 року показали, люди «[зламають] бар'єр страху», що, за її словами, дивно, але очікувалося через демографічні зміни. Вона доповнила також: «Коли у вас є значна частина населення, яке не живе з післяреволюційною травмою чи спогадами, у вас є група молодих людей, які вступають з різним набором вимог та різним розумінням майбутніх можливостей. Тож ті, хто сьогодні на вулицях, сильно відрізняються від тих, що були на них же ж, вісім років тому».

## Реакція

### Міжнародні протести єгипетських емігрантів
Марші єгипетських емігрантів на підтримку протестів 21 та 22 вересня відбулися в США, Німеччині, Італії, Британії та ПАР.
26 вересня у Хартумі перед Міністерством закордонних справ та Посольством Єгипту відбулися акції протесту на підтримку Валеда Абдельрахмана, суданського студента, заарештованого в Каїрі за участь у акції протесту 21 вересня. Профспілка Судану закликала дати Абдельрахману можлвість зв'язатись зі своєю сім'єю, вибрати адвоката та не піддавати катуванню чи примусу.